# Kontra
Lezbijska grupa Kontra nevladina je organizacija koja promovira ljudska prava lezbijki i biseksualnih žena. Kontra djeluje na feminističkim i antimilitarističkim principima te se suprotstavlja svim oblicima diskriminacije.
Udruga je članica Ženske mreže Hrvatske, Koordinacije LGBT-ovskih grupa Hrvatske i ILGA-Europe.

## Programi
Grupa organizira različite programe kao npr. savjetovalište za lezbijke i biseksualne žene, pravni tim, LezBib knjižnica, organizaciju Zagreb Pridea (2002. – 2005.), Split Pridea   itd.

## Nagrade
Udruga je 2012. dobila nagradu "GONG za građanski aktivizam i razvoj demokracije".

## Vanjske poveznice
- službene stranice  Arhivirana inačica izvorne stranice od 10. lipnja 2007. (Wayback Machine)
- službene stranice na Facebooku